# 珀爾鎮區 (伊利諾伊州派克縣)
珀爾鎮區（英語：Pearl Township）是位於美國伊利諾伊州派克縣的一個行政鎮區。

## 地方資料
根據2010年美國人口普查的數據，珀爾鎮區的面積為65.40平方千米，當中陸地面積為63.80平方千米，而水域面積為1.60平方千米。當地共有人口925人，而人口密度為每平方千米14.14人。